# Amir Peretz
Amir Peretz (in ebraico עמיר פרץ‎?; Bejaad, 9 marzo 1952) è un politico e sindacalista israeliano di origine marocchina.

## Biografia
Amir Peretz è nato a Bejaad, una piccola città del Marocco nella regione di Chaouia-Ouardigha. Suo padre, benzinaio, era il capo della comunità ebraica della città. La sua famiglia emigrò in Israele nel 1956 e si stabilì a Sderot.
Ha fatto il servizio militare in l'IDF nella 202ª brigata di paracadutisti e raggiunge il grado di capitano. Fu ferito durante la guerra dello Yom Kippur nel 1973 ed è stato ricoverato per un anno. Ha comprato una fattoria nel villaggio di Nir Akiva e coltiva fiori e ortaggi per l'esportazione. Ha incontrato sua moglie Ahlama, si sono sposati e ha quattro figli.
È stato a lungo capo del potente sindacato israeliano Histadrut, prima di dedicarsi all'attività politica.
Nel novembre 2005 fu eletto presidente del Partito Laburista Israeliano.
Nel maggio 2006, nonostante non avesse esperienza militare, divenne ministro della difesa di Israele, nel governo guidato da Ehud Olmert; in questa veste, ebbe un ruolo di rilievo nella guerra del Libano dell'estate del 2006, che contrappose essenzialmente le forze armate d'Israele agli Hezbollah libanesi.
Duramente criticato per la sua incerta gestione del conflitto, ed in una posizione politicamente difficile, fu sconfitto da Ehud Barak per la leadership del Partito Laburista nel giugno 2007; diede quindi le dimissioni anche dai suoi incarichi governativi, e fu sostituito come ministro della difesa dallo stesso Barak.